# Isaac Vernet (banquier)
Pour les articles homonymes, voir Vernet.
Isaac Vernet était un banquier et négociant originaire de Genève, installé à Paris et Genève au XVIIIe siècle.

## Biographie
Les Vernet étaient originaires de La Seyne-sur-Mer. Isaac Vernet est le fils d'un autre Isaac Vernet (1700-1773) et de Jeanne Richard. Son père meurt en 1773, propriétaire d'une banque implantée à Marseille et à Paris, constituant une fortune importante et soigneusement placée. Son frère Charles-Théophile Vernet est également banquier à Marseille et Isaac Vernet, avant d'être banquier à Paris, fut négociant à Marseille. Son père Isaac Vernet dispose dès 1765 d'une fortune évaluée à 2,1 millions et demi de livres.
Gendre de Jean Labhart, il a épousé le 3 décembre 1737 Marie-Catherine Labhard (1718-1770) et dirigé Labhart & Vernet, banque de commission et de placements de fonds publics qui deviendra la Banque Girardot, cofondée avec un autre banquier genevois, Isaac de Thellusson, et Daniel Girardot de Vermenoux. 
Son frère Gaspard Vernet s'installe à Cadix en 1734, pour apprendre les bases du métier de négociant, qu'Isaac Vernet pratique ensuite à Marseille. L'abbé Barthélémy Huber lui a légué en 1744 la liquidation de ses affaires. Membre du Conseil des Deux-Cents de Genève, Isaac Vernet est le neveu par alliance de Charles Pictet, autre personnalité de Genève.
Son frère, le pasteur Jacob Vernet, théologien de l'Académie de Genève et ennemi de Voltaire, était un ami du père de Jacques Necker, qui a fait ses débuts à 23 ans dans la banque d'Isaac Vernet.

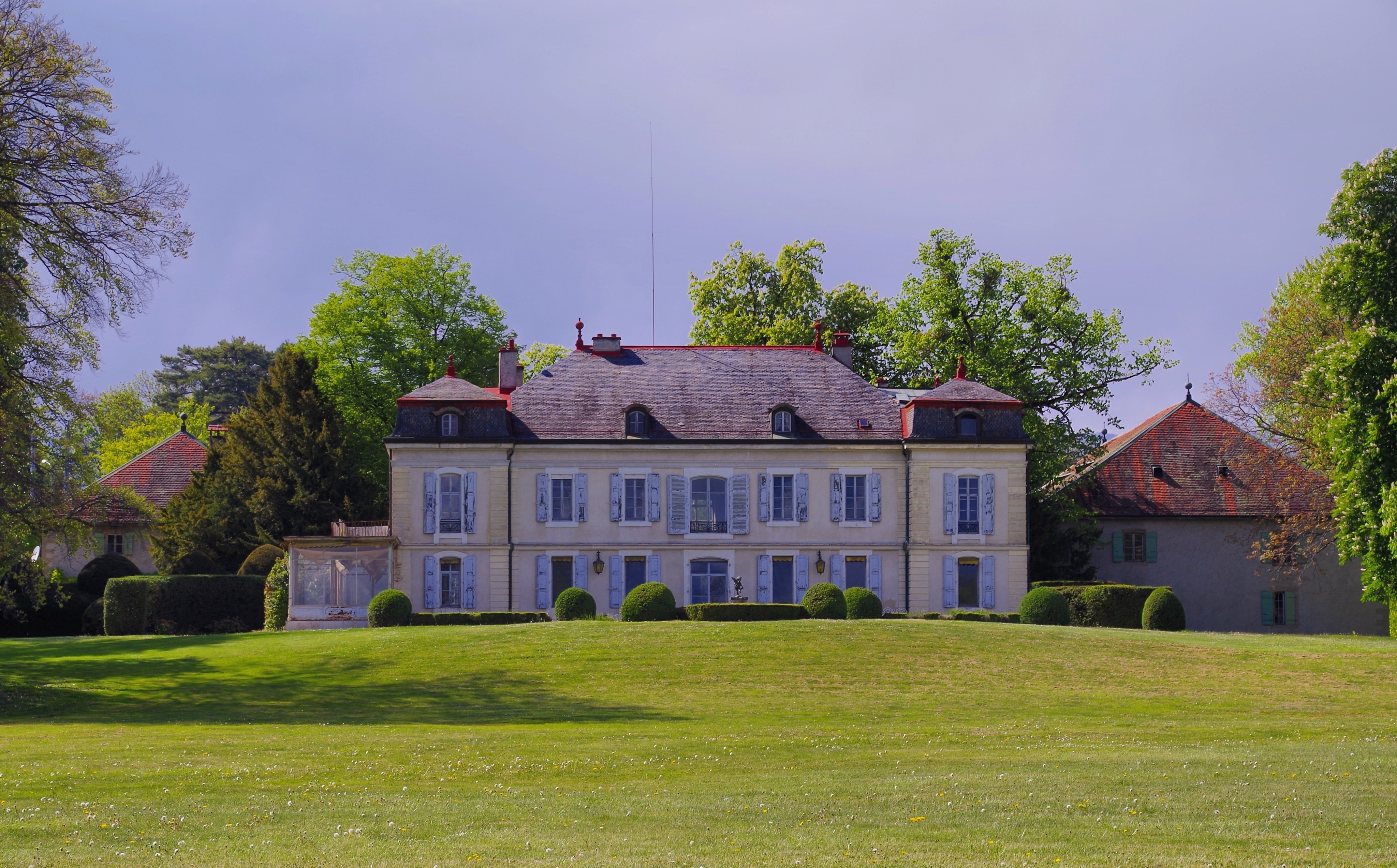
Le château Malvand, où vécut Isaac Vernet de 1751 à 1773.